# Actia pilipennis
Actia pilipennis es una especie de mosca del género Actia, de la familia Tachinidae, orden Diptera. Fue descrita por Fallén en 1810.
Mide 5 mm de longitud. Se distribuye por Europa: Reino Unido, Noruega, Finlandia, Suecia, Alemania, Dinamarca, Francia, Austria y Países Bajos. También en República Democrática del Congo.